# 최향 (1168년)
최향(崔珦, 1168년~1230년)은 고려시대 후기의 문신이자 무신 집권기의 권신 최충헌(崔忠獻)의 정실 둘째 아들이다. 본관은 우봉(牛峰)이고 시호는 대장(戴莊)이다. 최우(崔瑀)의 친동생이다.

## 생애
왕족인 수춘후(壽春侯) 왕항(王沆)의 딸과 결혼, 보성백(寶城伯)에 봉해지고 고속승진하여 종2품 참지정사(參知政事)가 되었다. 1219년 아버지 최충헌이 죽자 대장군 최준문(崔俊文), 상장군 지윤심(池允深), 장군 유송절, 낭장 김덕명 등이 최충헌의 맏아들 최우(崔瑀)를 제거하고 그를 후계자로 세우려 하다가 좌절되어, 최우에 의해 최준문, 지윤심, 유송절, 그의 장인 왕항(王沆) 등과 함께 섬으로 유배되었다.
1230년 충청남도 홍주(洪州)로 유배지가 옮겨졌다가 친형 최우에게 다시 반기를 들고, 사람을 모아 홍주 부사(副使) 유문거(柳文柜)와 판관 전양재(全兩才) 등을 죽이고 인근의 주군(州郡)에 격문(檄文)을 돌려 거병하였으나, 붙잡혀 옥사하였다. 뒤에 신원되었다.

## 가계
- 고조부 : 최주행(崔周幸)
- 고조모 : 미상
- 증조부 : 최정현(崔貞現)
- 증조모 : 미상
- 조부 : 최원호(崔元浩, ? ~ ?) 상장군 역임[1]
- 조모 : 유씨(柳氏, 생몰년 미상)
  - 아버지 : 최충헌(崔忠獻, 1149~1219)
  - 어머니 : 송씨(松氏)

## 최향이 등장한 작품
- 《무인시대》(KBS, 2003년~2004년, 배우:최성준, 신승준)
- 《무신》(MBC, 2012년~2012년, 배우:정성모)

## 같이 보기
- 최충헌
- 최충수
- 최우
- 최의
- 최항
- 최원호